# Coronanthera aspera
Coronanthera aspera är en tvåhjärtbladig växtart som beskrevs av Charles Baron Clarke. Coronanthera aspera ingår i släktet Coronanthera och familjen Gesneriaceae. Inga underarter finns listade i Catalogue of Life.